# Urema
Urema ist eine osttimoresische Aldeia im Suco Leorema (Verwaltungsamt Bazartete, Gemeinde Liquiçá). 2015 lebten in der Aldeia 327 Menschen.

## Geographie
Urema liegt im Osten des Sucos Leorema. Nördlich befinden sich die Aldeias Cutulau und Bucumera, westlich die Aldeia Baura und südlich die Aldeias Urluli, Fatunero und Railuli. Im Osten grenzt Urema an den Suco Fahilebo. Im Norden steigt das Land an zum Foho Cutulau (1378 m). Der Gipfel des höchsten Berges der Gemeinde Liquiçá befindet sich in der benachbarten Aldeia Cutulau. Dem nach Süden abfallenden Bergrücken folgt die Hauptstraße des Sucos. Im Norden entsprechen der höchste Punkt des Rückens und der Verlauf der Straße in etwa der Grenze zu Baura, bevor die Grenze hangabwärts nach Süden abzweigt. Der Großteil von Urema liegt an diesem Osthang, der hinab in das Tal des Flusses Pahiklan, der im Norden der Aldeia entspringt. Nah der Grenze zu Fahilebo fließt er nach Süden ab und bekommt den Namen Ermela. Er ist ein Nebenfluss des Rio Comoro.
Die Besiedlung der Aldeia verteilt sich auf dem gesamten Hang. Das Zentrum der Aldeia befindet sich auf der Ostseite der Straße, gegenüber dem Zentrum von Baura, sodass Urema und  Baura ein Doppeldorf bilden. Kapelle und Grundschule liegen auf der Seite Bauras im Westen.

## Politik
2023 wurde Januario Martins zum Chefe de Aldeia gewählt.